# Memphis May Fire
Memphis May Fire ist eine 2006 gegründete, US-amerikanische Metalcore-Band aus dem texanischen Denton.

## Geschichte

### Gründung
Die Band wurde im Dezember 2006 von Ryan Bentley (Rhythmusgitarre), Tanner Oakes (Bassgitarre), Jeremy Grisham (Schlagzeug), Chase Ryan Robbins (Gesang) und Kellen McGregor (Gesang, Piano, Gitarre) unter dem Namen „O Captain, My Captain!“ in Denton gegründet. Bereits im Februar des Jahres 2007 folgte der Namenswechsel zu „Memphis May Fire“, den heutigen Namen der Band.
Die Band produzierte 2007 außerdem ihre erste EP in Eigenregie und konnte damit bereits lokale Erfolge verzeichnen, woraufhin Josh Grabelle – der Gründer des Labels Trustkill Records – auf die Gruppe aufmerksam wurde. Im September desselben Jahres wurde die Gruppe schließlich unter Vertrag genommen. Dort erschien noch im Dezember 2007 eine Neuauflage der EP, welche ebenfalls den Namen Memphis May Fire trägt. Noch im Jahr 2007 verließ Bassist Tanner Oakes die Gruppe und wurde durch Austin Radford am Bass ersetzt.

### Das Debütalbum:Sleepwalking
Die Band hoffte darauf, das angesetzte Debütalbum, welches später unter dem Namen Sleepwalking erscheinen sollte, bereits im Jahr 2008 auf den Markt bringen zu können. Während der Aufnahmen des Albums entschied sich Sänger Chase Ryan Robbins, aus der Band auszusteigen, da er Vater wurde und Zeit mit seinem Kind verbringen wollte. Gleichzeitig trennte sich auch Radford von der Band, nachdem er erst 2007 als Musiker in die Gruppe integriert worden war. Radford wurde durch Corey Elder ersetzt. Den Ersatz für den ausgestiegenen Robbins fand Memphis May Fire durch ein offenes Casting in Matty Mullins. Zu diesem Zeitpunkt waren die Instrumental-Aufnahmen bereits abgeschlossen.
Sleepwalking erschien schließlich am 21. Juli 2009 über Trustkill Records. Der Song Ghost in the Mirror erschien auch im Soundtrack zum Horrorfilm Saw VI. Ein offizielles Musikvideo erschien am 2. Februar 2010 auf YouTube. Vom 27. November bis 19. Dezember 2009 tourte Memphis May Fire gemeinsam mit The Word Alive, From First to Last, Alesana und Asking Alexandria auf der „You'd Be Way Cuter In a Coffin Tour“ durch die Vereinigten Staaten.

### Wechsel zu Rise Records:Between the LiesundThe Hollow
Nachdem die Gruppe Trustkill Records verlassen hatte und zu Bullet Tooth Records gewechselt war, erschien am 2. November 2010 die EP Between the Lies über das neue Label. Am 9. Dezember 2010 gab die Gruppe auf ihrem Facebook-Profil bekannt, dass der Song Action/Adventure auf dem Videospiel Rock Band 3 spielbar sein werde. Sänger Matty Mullins war außerdem Gastsänger auf Kid Libertys Debütalbum Fight with Your Fists. Jeremy Grisham verließ 2010 die Band und wurde durch Eric Molesworth am Schlagzeug ersetzt, welcher jedoch nur für einen kurzen Zeitraum bei Memphis May Fire spielte. Dieser wurde durch Jake Garland ersetzt, der auch bei Broadway aktiv ist.
Im Januar 2011 wurde Memphis May Fire von Rise Records unter Vertrag genommen. Es wurde bekanntgegeben, dass das Nachfolger-Album von Sleepwalking im Frühjahr veröffentlicht werden sollte. Die Gruppe flog nach Orlando, Florida um das Album in den Chango Studios aufzunehmen. Dort nahmen auch Bands wie Sleeping with Sirens, Miss May I und Of Machines bereits ihre Alben auf. Am 3. März 2011 erschien ein Teaser auf Youtube, in dem bekanntgegeben wurde, dass das neue Album The Hollow heißen und am 26. April 2011 auf dem Markt kommen sollte. Bereits drei Tage vor dem Release wurde das komplette Album auf dem YouTube-Kanal des Labels hochgeladen. Es stieg auf Platz 130 in den US-Charts ein. Zwischen dem 14. Oktober und 19. November 2011 tourte die Gruppe mit A Skylit Drive, Sleeping with Sirens, Attila, Serianna und erneut mit Alesana auf der „Rock Yourself to Sleep Tour“.
Gemeinsam mit The Color Morale und Dream On, Dreamer absolvierte Memphis May Fire vom 16. September bis zum 7. Oktober 2011 eine Europa-Tour, welche durch Belgien, das Vereinigte Königreich, Deutschland, Italien, die Niederlande, Frankreich und Österreich führte. Am 7. Dezember 2011 wurde auf der offiziellen Homepage der Warped Tour bekanntgegeben, dass Memphis May Fire für die Vans Warped Tour 2012 gebucht wurde.

### Drittes Album:Challenger
Am 11. Februar 2012 gab Kellen McGregor bekannt, dass die Band mit dem Produzenten Cameron Mizell zusammenarbeiten werde, um das dritte Album, welches den Namen Challenger tragen sollte, zu produzieren. Das Veröffentlichungsdatum wurde auf den 26. Juni 2012, also während die Band auf der Warped Tour spielen würde, festgelegt. Im April 2012 gab Ryan Bentley seinen Ausstieg aus der Band bekannt. Dieser wurde durch den ehemaligen Decoder-Gitarristen Anthony Sepe ersetzt. Trotz des Weggangs erschien das Album am geplanten Veröffentlichungsdatum. Auch dieses Album stieg in die Charts ein. Dort schaffte es den Sprung auf den 16. Platz. Auf dem Album sind Danny Worsnop (Asking Alexandria) und Kellin Quinn (Sleeping with Sirens) als Gastmusiker zu hören.
Im Anschluss an die Warped Tour startete die Gruppe eine Lateinamerika-Tour, welche unter anderem durch Chile, Mexiko, Argentinien und Brasilien führte. Als Supportbands wurden unter anderem DENY und Mi Ultima Solucion bestätigt. Nach dieser Lateinamerika-Tour folgte eine Europa-Tournee mit Of Mice & Men, die durch Russland, Italien, Österreich, Belarus, die Ukraine, Israel und die Türkei führte. Nur wenige Wochen vor der Europatour war die Band gemeinsam mit Of Mice & Men und Secrets im Vereinigten Königreich.
Am 1. Februar 2013 wurde bestätigt, dass Memphis May Fire erneut auf der Warped Tour spielen werde. Die Gruppe wurde gemeinsam mit Bands wie Sleeping with Sirens und The Wonder Years für die Konzertreise bestätigt. Im Mai und Juni 2013 tourte die Gruppe gemeinsam mit Betraying the Martyrs und The Parachutes unter anderem durch Deutschland. Zwischenzeitlich veröffentlichte Memphis May Fire ein Musikvideo zum Stück Vices aus The Challenger. Im November tourte die Gruppe gemeinsam mit Issues, Breathe Carolina und Our Last Night als Vorgruppe für Sleeping with Sirens auf deren The Feel This Tour durch die Vereinigten Staaten. Danach tourte die Band im Rahmen der Warped Tour durch Europa. Die Gruppe war in Deutschland, den Niederlanden, der Schweiz, Österreich und im Vereinigten Königreich zu sehen. Kurz vor der europäischen Ausgabe der Warped Tour war die Gruppe mit Parkway Drive, We Came as Romans und Like Moths to Flames auf einer Europatournee zu sehen.

### Viertes Studioalbum:Unconditional

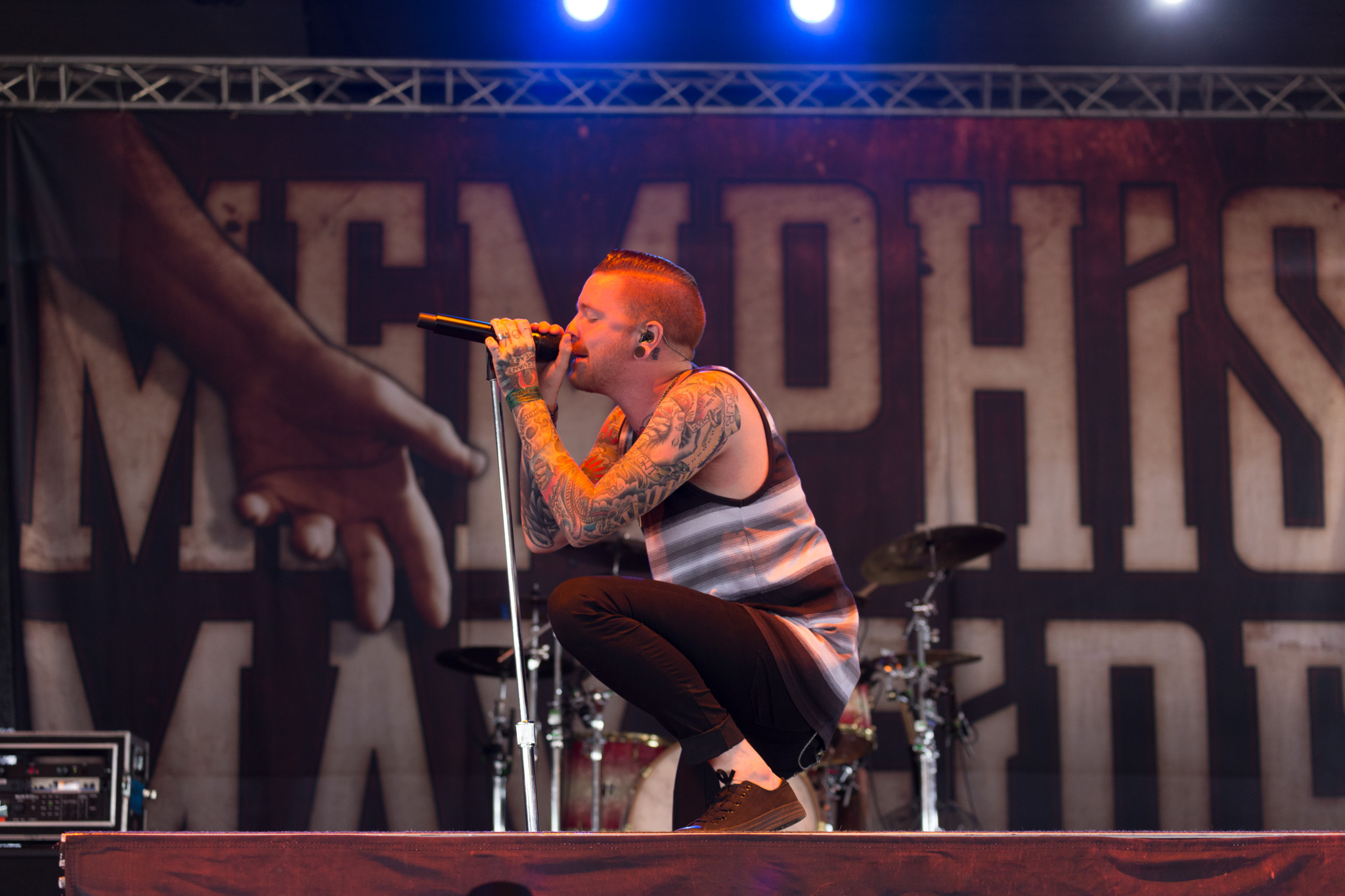
Memphis May Fire bei With Full Force 2014

Am 28. August 2013 wurde durch ein Interview mit Hot Topic bekannt, dass die Gruppe mit den Arbeiten für das nächste Album im September beginnen sollte. Bereits zu Beginn des Jahres 2013 starteten die Musiker mit den Aufnahmen erster Demostücke. Die Band hoffte, das Album Mitte des Jahres 2014 veröffentlichen zu können. Am 7. Oktober 2013 wurde bekannt, dass die Arbeiten an dem Album weitestgehend abgeschlossen seien und das Album womöglich im Februar oder März 2014 erscheinen sollte. Am 14. Dezember 2013 gab Matty Mullins bekannt, dass die Arbeiten am neuen Album abgeschlossen wurden. Das Album wurde von Kellen McGregor und Cameron Mizell in den Chango Studios aufgenommen. Vier Tage darauf folgte die Ankündigung, mit The Word Alive, Hands Like Houses, A Skylit Drive und Beartooth durch die USA und Kanada zu touren. Die Tournee fand im Februar und März 2014 statt.
Am 26. Januar 2014 verkündete die Gruppe in einem Studioupdate, dass das Album Unconditional heißen und voraussichtlich am 25. März 2014 auf dem Markt kommen solle. In Nordamerika erschien das Album auch am 25. März 2014, drei Tage später erfolgte die Veröffentlichung des Albums auf weltweiter Ebene. Am 2. April 2014 veröffentlichte das Musikmagazin Billboard die Nachricht, dass sich das Album innerhalb der ersten Verkaufswoche annähernd 30.000 Mal verkauft habe und auf den vierten Platz der US-Charts einsteigen könnte. Letztendlich stieg Unconditional auf dem vierten Platz ein. Im Oktober und November 2014 tourte die Band mit Yellowcard und Emarosa durch Nordamerika. Im Dezember 2014 veröffentlichte die Gruppe das Weihnachtslied He Came With Love, welches auf dem Weihnachtssampler Midnight Clear des christlichen Labels Solid State Records erschien.
Im Februar und März des Jahres 2015 spielte Memphis May Fire eine Konzertreise durch die Vereinigten Staaten und Kanada mit Black Veil Brides und Ghost Town. Direkt im Anschluss war die Band als Hauptact auf der Take Action Tour unterwegs, welche von Crown the Empire, Palisades und Dance Gavin Dance begleitet wurde. Die Musiker verbrachten den kompletten Sommer auf der Warped Tour. Am 17. Juli 2015 wurde Unconditional mit Zusatzmaterial neu aufgelegt. Zwischen März und April 2016 ist Memphis May Fire im Vorprogramm von Killswitch Engage auf deren Nordamerikatournee zu sehen, welche zudem von Every Time I Die begleitet wird.

### Fünftes Studioalbum:This Light I Hold
Am 27. Januar 2016 wurden Gerüchte laut, dass die Gruppe an neuem Material arbeite. Die Musiker bestätigten am 9. Februar 2016, dass man an einem neuen Album arbeite, welches im Laufe des Jahres erscheinen soll. Zuvor wurde einen Tag vor Heiligabend des Jahres 2015 vom Label Rise Records bekanntgegeben, dass ein neues Album der Gruppe veröffentlicht werden wird. Am 29. August 2016 wurde das fünfte Studioalbum, das This Light I Hold heißt, für den 28. Oktober 2016 angekündigt.

### Sechstes Studioalbum:Broken
Am 30. Januar 2017 wurde bekanntgegeben, dass der Gitarrist Anthony Sepe aus der Band ausgestiegen ist. Dieser wurde dann mit Samuel Penner ersetzt.
Am 20. Juni 2017 wurde ein neuer Song namens Virus veröffentlicht, welche laut Sänger Matty Mullins eine Standalone-Single ist und nicht auf dem nächsten Album zu finden sein wird.
Am 19. September 2018 wurde der neue Song The Old Me auf Octane XM gespielt und zwei Tage darauf offiziell veröffentlicht. Außerdem wurde das nächste Album Broken für den 16. November 2018 angekündigt. Im November und Dezember gleichen Jahres tourt die Band gemeinsam mit Atreyu und Ice Nine Kills durch Nordamerika.

## Diskografie

### Alben
- 2009: Sleepwalking (Trustkill Records)
- 2011: The Hollow (Rise Records)
- 2012: Challenger (Rise Records)
- 2014: Unconditional (Rise Records)
- 2016: This Light I Hold (Rise Records)
- 2018: Broken (Rise Records)
- 2022: Remade in Misery (Rise Records)

### EPs
- 2007: Memphis May Fire (Eigenproduktion, unter Trustkill Records neu aufgenommen)
- 2010: Between the Lies (Bullet Tooth Records)